# 非主流藝術
非主流藝術，又称边缘艺术（英語：outsider art）、原生艺术（法語：Art brut，發音：[aʁ bʁyt]），指的是以刻意迴避正統訓練的主線思想而進行創作或收藏。這個概念一般指的是符合让·杜布菲所描述的理想，他主張藝術應該是具創造力的，非遵循舊規的，未經加工的，自然流露的，隔絕於所有社會與文化影響之外，「未經雕琢的」，沒有考慮到名或利，基於自主靈感創作出來，完全對立於傳統的或正式的有關藝術活動的刻板印象。杜布菲追求的作品，一如精神病患與其他被囚禁隔離者的作品。這類藝術一般有別於未經正式訓練的藝術家所創作的「素人藝術（naive art）」，其創作原則未必符合上述條件。這類藝術通常也有別於根據特定文化的原則與傳統所創作的「民間藝術（folk art）」。

## 外部連結
1. ↑  藝術與建築索引典－非主流藝術[永久]於2011年3月31日查閱